# Klavs Randsborg
Klavs Randsborg (28. februar 1944 - 13. november 2016) var en dansk arkæolog og professor på Københavns Universitet. Hans forskning fokuserede på bronzealderen og vikingetiden, og han skrev flere bøger om emnet.
Ud over at have gravet i Danmark, har han foretaget udgravninger i omkring det Ægæiske Hav, midtvesten i USA, Ukraine, Bulgarien, Kefallonia, Ghana, Benin. Han har været gæsteprofessor i Storbritannien, Holland, Tyskland (Frankfurt) og George Washington University i St. Louis i USA.
Fra 1984 var Randsborg hovedredaktør på det arkæologiske tidsskrift Acta Archaeologica.
I 1998 blev han leder af to arkæologiske projekter i Vestafrika.

### Artikler
- "Handel, plyndring eller landbrugsekspansion – tre centrale aspekter af vikingetiden"(Historisk Tidsskrift, 14. række, Bind 2; 1981) (Webside ikke længere tilgængelig)
- Klavs Randsborg (oktober 2003), "BASTRUP - EUROPE. A massive Danish Donjon from 1100", Acta Archaeologica, 74 (1): 65-122, doi:10.1111/J.0065-001X.2003.AAR740102.X, Wikidata  Q106092265
- "Myte og storpolitik", Skalk 2008 nr. 6; s. 16-17.
- (sammen med Flemming Kaul): "Hurtige vogne" (Skalk nr 2, 2008; s. 3-7)